# Brusque (Francia)
Brusque è un comune francese di 314 abitanti situato nel dipartimento dell'Aveyron nella regione dell'Occitania.

## Società

### Evoluzione demografica
Abitanti censiti